# Genaro Magsaysay

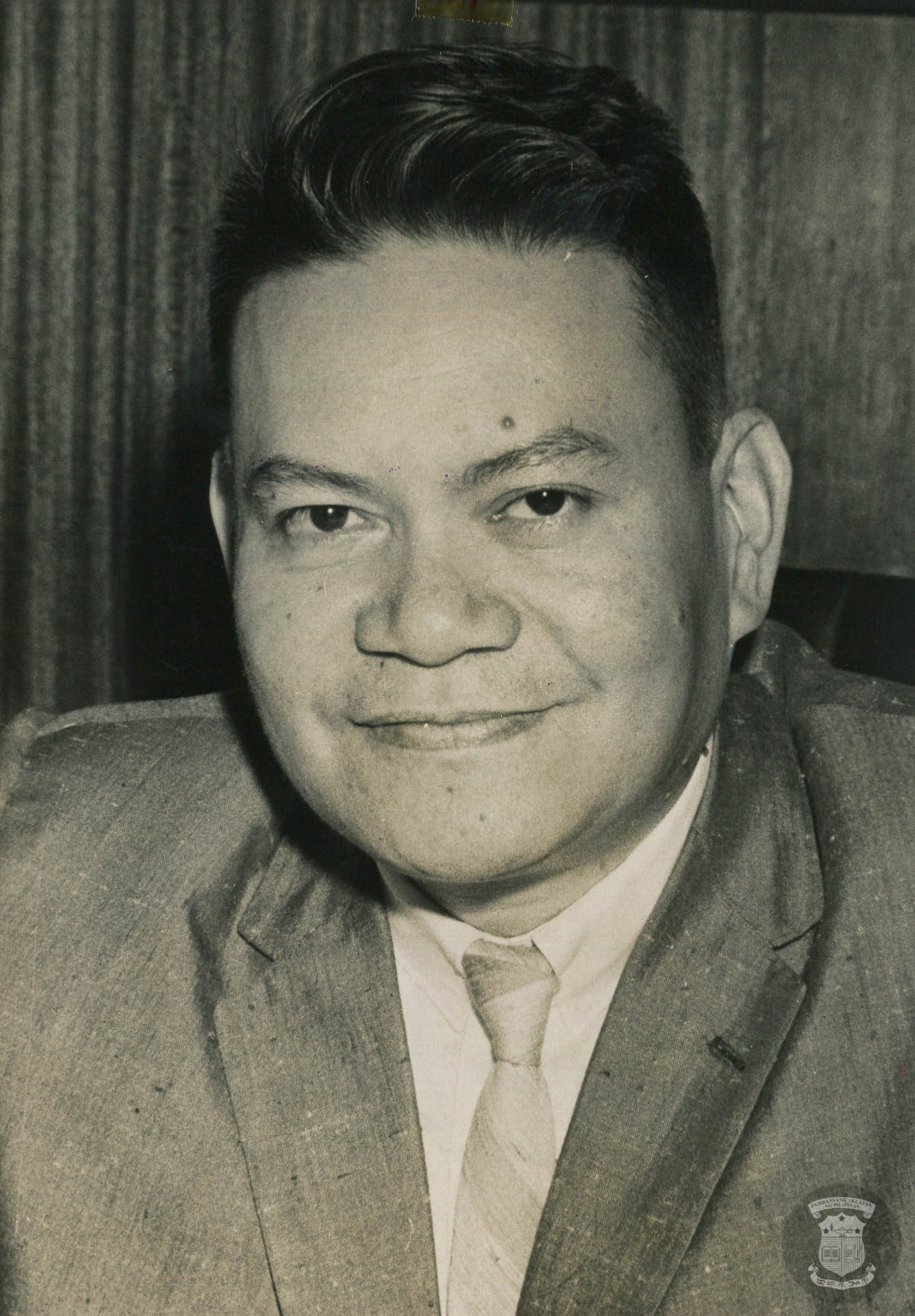
Genaro Magsaysay

Genaro F. Magsaysay (* 19. September 1924 in Castillejos, Zambales; † 25. Dezember 1978 in Manila) war ein philippinischer Rechtsanwalt und Politiker der Nacionalista Party sowie der Partido Liberal ng Pilipinas, der sowohl Mitglied des Repräsentantenhauses als auch des Senats war.

## Leben

### Rechtsanwalt, Abgeordneter und Senator
Magsaysay, ein jüngerer Bruder des späteren Präsidenten Ramon Magsaysay und Onkel von dessen Sohn Ramon Magsaysay, Jr., der ebenfalls Senator war, absolvierte nach dem Schulbesuch ein Studium der Rechtswissenschaften an der Ateneo de Manila University und schloss dieses mit einem Bachelor of Laws (LL.B.) ab. Im Anschluss nahm er eine Tätigkeit als Rechtsanwalt auf und heiratete später Adelaida „Baby“ Rodriguez, eine Tochter von Eulogio A. Rodriguez, Sr., der ebenfalls Senator sowie zwei Mal Präsident des Senats war.
Seine politische Laufbahn begann Magsaysay bei den Wahlen vom 12. November 1957, als er als Kandidat der Nacionalista Party als Nachfolger von Enrique Corpus zum Mitglied des Repräsentantenhauses gewählt wurde und dort den Wahlkreis Zambales-Lone District vertrat.
Bei den darauf folgenden Senatswahlen vom 10. November 1959 wurde Magsaysay, der erst kurz zuvor das verfassungsmäßige Mindestalter von 35 Jahren vollendete, zum Mitglied des Senats gewählt. Dabei erhielt er 2.457.218 Stimmen und belegte nach dem späteren Präsidenten Ferdinand Marcos den zweiten Platz bei acht zu vergebenden Senatssitzen. Zugleich lag er damit auch vor seinem Schwiegervater Eulogio A. Rodriguez, Sr., der bei dieser Wahl den sechsten Platz errang. Auf der 50. Konferenz der Interparlamentarischen Union 1961 in Brüssel nahm er als Vertreter der Philippinen teil und wurde zu einem der Vizepräsidenten der Konferenz gewählt.
Bei den Wahlen vom 19. November 1965 konnte er sein Stimmergebnis um mehr als 1 Million Stimmen auf 3.463.459 Wählerstimmen steigern und belegte bei dieser Wahl nach Jovito Salonga sowie Alejandro D. Almendras den dritten Platz innerhalb der acht zu vergebenden Senatsmandate.

### Vizepräsidentschaftskandidat 1969
Magsaysay kandidierte an der Seite von Präsidentschaftskandidat Sergio Osmeña, Jr. bei der Präsidentschaftswahl am 11. November 1969 Partido Liberal ng Pilipinas für das Amt des Vizepräsidenten. Dabei unterlagen sie jedoch den Kandidaten der Nacionalista Party, Präsident Ferdinand Marcos und Vizepräsident Fernando López, deutlich. Während Marcos auf 5.017.343 Wählerstimmen (61,47 Prozent) kam, erreichte Osmeña 3.143.122 Stimmen (38,51 Prozent). Ähnlich fiel die Wahl des Vizepräsidenten aus: López erzielte 5.001.737 Stimmen (62,75 Prozent) und Magsaysay 2.968.526 (37,24 Prozent).
Bei der Wahl vom 8. November 1971 wurde er letztmals zum Senator gewählt, wobei er diesmal seinen Stimmenanteil um fast 1,3 Millionen als Stimmen auf 4.756.376 Stimmen verbessern konnte und nunmehr nach Jovito Salonga wiederum den zweiten Platz bei acht gewählten Sitzen belegte. Dem Senat gehörte er bis zu dessen Auflösung nach der Verhängung des Kriegsrechts durch den diktatorisch regierenden Präsidenten Ferdinand Marcos am 21. September 1972 an.
Während seiner fast dreizehnjährigen Senatsmitgliedschaft war Magsaysay unter anderem Vorsitzender des Senatsausschusses für Konten, für soziale Gerechtigkeit und Wohlfahrt sowie für Gemeindeentwicklung. Ferner fungierte er zeitweise als Vize-Vorsitzender der Senatsausschüsse für öffentliche Arbeiten und Kommunikation sowie für Veteranen und Pensionen.
In dieser Zeit war er maßgeblich an verschiedenen Gesetzesentwürfen beteiligt wie zum Beispiel bei der Aufwertung des Präsidialassistenten für Gemeindeentwicklung (Presidential Assistant on Community Development) zum Kabinettsmitglied mit Ministerialstatus. Des Weiteren setzte er sich für eine angemessene Entschädigung der politischen Vertreter der Barangay ein und legte ferner einen Gesetzentwurf vor, der die Nationale Stromgesellschaft (National Power Corporation) unterstützte, in dem es dieser ermöglichte ihre Obligationen abzuschreiben. In diesem Rahmen erhielt diese einen Kredit von 34 Millionen US-Dollar von der Weltbank und weitete damit die Elektrifizierung der ländlichen Gebiete aus.

### Tod und Nachkommen
Nach seinem Tod am 25. Dezember 1978 wurde Magsaysay auf dem Manila North Cemetery beigesetzt.
Danach kam es vor dem Obersten Gerichtshof der Philippinen zu einem Rechtsstreit zwischen der Witwe und mehreren Kindern über die Erbschaft und sein Vermögen, der durch Urteil vom 19. Dezember 1989 zu Gunsten der Witwe entschieden wurde.
Aus einer außerehelichen Beziehung ging Genelyn Magsaysay hervor, die wiederum mit Senator Ramon Revilla Sr. verheiratet war und mehrere Kinder mit diesem hatte. Genelyn Magsaysay erstritt das Recht zur Führung des Namens Magsaysay in einem Verfahren vor dem Appellationsgericht (Court of Appeals).